# Diclorodifenildicloroetà
El diclorodifenildicloroetà (DDD) és un insecticida organoclorat que és lleugerament irritant a la pell. El DDD és el metabòlit del DDT i té propietats molt semblants, encara que es considera menys tòxic per als animals que el DDT.
El DDD està englobat al grup B2 dels insecticides, que implica que és probable que sigui cancerigen per als humans.
Aquest compost no està permès ser utilitzat a l'agricultura però la població encara està exposada a ell degut a la seva alta persistència al llarg del temps. Principalment, l'exposició és per via oral, en aliments contaminats.